# Оркен (Ісатайський район)
Орке́н (каз. Өркен) — село у складі Ісатайського району Атирауської області Казахстану. Входить до складу Аккістауського сільського округу.
У радянські часи село називалось Гран.
Населення — 1050 осіб (2021; 546 у 2009, 207 у 1999, 306 у 1989).